# Rhytiphora ochreomarmorata
Rhytiphora ochreomarmorata är en skalbaggsart som beskrevs av Stefan von Breuning 1939. Rhytiphora ochreomarmorata ingår i släktet Rhytiphora och familjen långhorningar. Inga underarter finns listade i Catalogue of Life.